# Erika Ferraioli
Erika Ferraioli (Roma, 23 marzo 1986) è un'ex nuotatrice italiana del Centro Sportivo dell'Esercito.

## Carriera
Specializzata nelle distanze brevi dello stile libero, ha vinto il suo primo titolo italiano nel 2007 nei 100 m e nello stesso anno ha partecipato per la prima volta ad una Universiade. Nel 2008 agli europei di Eindhoven ha vinto la medaglia d'argento nella staffetta 4x100 m stile assieme a Federica Pellegrini, Maria Laura Simonetto e Cristina Chiuso stabilendo anche il nuovo primato italiano in 3'41"06. Convocata per i Giochi olimpici di Pechino, non è entrata in finale con la staffetta pur migliorando il tempo degli europei.
È tornata alle Universiadi nel 2009 sempre in staffetta, mentre l'anno dopo ha fatto la "doppietta" 50–100 m ai campionati estivi e agli invernali; invece agli europei di Budapest è stata eliminata in batteria nelle due gare.
Il 5 agosto 2011 durante i Campionati Italiani Primaverili di Ostia (Roma) ha stabilito il primato italiano nei 100 metri Stile Libero in vasca corta con il tempo di 53"58.
Il 21 maggio 2012 vince la medaglia di bronzo ai campionati europei di Debrecen nella staffetta 4x100 m stile libero in batteria con Alice Mizzau, Federica Pellegrini e Erica Buratto stabilendo il primato italiano in 3'39"84.
Fa il suo esordio alle Olimpiadi di Londra 2012 il 28 luglio 2012, nella staffetta 4x100 m stile libero assieme a Federica Pellegrini, Laura Letrari e Alice Mizzau, stabilendo il nuovo record italiano con il tempo di 3'39"74, raggiungendo la 12ª posizione in batteria, risultato comunque non sufficiente per la qualificazione in finale.
Il 16 luglio 2013, durante le Universiadi di Kazan' migliora il proprio primato personale nei 50 metri stile libero con il tempo di 25”31, risultato che le permette di raggiungere la 6ª posizione nella finale di specialità.
Esordisce in un Campionato mondiale nel migliore dei modi, stabilendo assieme alle compagne Alice Mizzau, Federica Pellegrini e Silvia Di Pietro il nuovo primato italiano nella staffetta 4x100 m stile libero con il tempo di 3'39"50, durante i Campionati del mondo di Barcellona.
Il 1º agosto 2014 si laurea per la 7ª volta in carriera campionessa italiana nella distanza dei 50 metri stile libero con il tempo di 25"07, stabilendo così il nuovo record italiano detenuto per 8 anni da Cristina Chiuso.
Nello stesso anno, durante i Campionati europei di Berlino, conquista la sua prima medaglia d'oro in una competizione internazionale, aggiudicandosi la staffetta 4x100 m stile libero mixed, assieme ai compagni Luca Dotto, Luca Leonardi e Giada Galizi, con il tempo di 3'25"02 nuovo record europeo, nuotando in terza frazione un crono di 53"83.
Il 6 agosto 2016, raggiunge la prima finale olimpica della sua carriera, la staffetta 4x100 m stile libero azzurra, con un tempo di 3'35"90 si aggiudica la quarta posizione delle batterie ai Giochi Olimpici di Rio de Janeiro, stabilendo inoltre il nuovo record italiano. Erika Ferraioli chiude la sua frazione con un tempo di 54"91.

## Record
Attualmente detiene, o ha detenuto, i seguenti Record Italiani
| Specialità               | Tempo   | + | Vasca    | Data                                  | Evento              | Luogo                   |
| ------------------------ | ------- | - | -------- | ------------------------------------- | ------------------- | ----------------------- |
| Stile libero             |         |   |          |                                       |                     |                         |
| 100 m                    | 53"58   |   | 25 metri | dal 5 agosto 2011 al 23 novembre 2013 | Campionati italiani | Roma, Italia            |
| 50 m                     | 25"07   |   | 50 metri | dal 1º agosto 2014 al 23 agosto 2014  | Campionati italiani | Roma, Italia            |
| Staffette a stile libero |         |   |          |                                       |                     |                         |
| 4×50 m                   | 1'38"12 |   | 25 metri | dal 9 dicembre 2011 a oggi            | Campionati europei  | Stettino, Polonia       |
| 4×100 m                  | 3'39"74 |   | 50 metri | dal 28 luglio 2012 al 28 luglio 2013  | Giochi olimpici     | Londra, Regno Unito     |
| 4×100 m                  | 3'39"50 |   | 50 metri | dal 28 luglio 2013 al 18 agosto 2014  | Campionati mondiali | Barcellona, Spagna      |
| 4×100 m                  | 3'37"63 |   | 50 metri | dal 18 agosto 2014 al 6 agosto 2016   | Campionati europei  | Berlino, Germania       |
| 4×100 m                  | 3'35"90 |   | 50 metri | dal 6 agosto 2016 a oggi              | Giochi olimpici     | Rio de Janeiro, Brasile |

Attualmente detiene, o ha detenuto, i seguenti Record Europei
| Specialità               | Tempo   | + | Vasca    | Data                                 | Evento             | Luogo             |
| ------------------------ | ------- | - | -------- | ------------------------------------ | ------------------ | ----------------- |
| Staffette a stile libero |         |   |          |                                      |                    |                   |
| 4×100 m mixed            | 3'25"02 |   | 50 metri | dal 22 agosto 2014 all'8 agosto 2015 | Campionati europei | Berlino, Germania |

## Primati personali (vasca lunga)
| Distanza   | Tempo        |
| ---------- | ------------ |
| 50 m s.l.  | 25"02 (2014) |
| 100 m s.l. | 54"30 (2014) |
| 50 m dorso | 29"43 (2015) |

## Palmarès

### Competizioni internazionali
| Anno | Manifestazione          | Sede           | Evento             | Risultato         | Prestazione | Note   |
| ---- | ----------------------- | -------------- | ------------------ | ----------------- | ----------- | ------ |
| 2007 | Universiadi             | Bangkok        | 4x100m sl          | 5º                | 3'44"10     |        |
| 2008 | Europei                 | Eindhoven      | 50m sl             | 33ª in batteria   | 26"49       |        |
| 2008 | Europei                 | Eindhoven      | 100m sl            | 23ª in batteria   | 56"45       |        |
| 2008 | Europei                 | Eindhoven      | 4x100m sl          | Argento           | 3'41"06     | [ 1 ]  |
| 2008 | Europei                 | Eindhoven      | 4x100m misti       | 9º in batteria    | 4'11"17     | [ 2 ]  |
| 2008 | Giochi olimpici         | Pechino        | 4x100m misti       | 10º in batteria   | 3'40"42     | [ 1 ]  |
| 2009 | Universiadi             | Belgrado       | 100m sl            | 18ª in batteria   | 26"10       |        |
| 2009 | Universiadi             | Belgrado       | 4x100m sl          | 5º                | 3'44"22     | [ 3 ]  |
| 2009 | Giochi del Mediterraneo | Pescara        | 4x100m sl          | Oro               | 3'40"63     | [ 4 ]  |
| 2010 | Europei                 | Budapest       | 50m sl             | 29ª in batteria   | 26"28       |        |
| 2010 | Europei                 | Budapest       | 100m sl            | 29ª in batteria   | 56"57       |        |
| 2011 | Universiadi             | Shenzhen       | 4x100m sl          | 6º                | 3'44"50     | [ 5 ]  |
| 2011 | Europei in vasca corta  | Stettino       | 50m sl             | 10ª               | 24"97       |        |
| 2011 | Europei in vasca corta  | Stettino       | 100m sl            | 10ª               | 54"05       |        |
| 2011 | Europei in vasca corta  | Stettino       | 4x50m sl           | Bronzo            | 1'38"12     | [ 6 ]  |
| 2011 | Europei in vasca corta  | Stettino       | 4×50m misti        | 5º                | 1'49"00     | [ 7 ]  |
| 2012 | Europei                 | Debrecen       | 50m sl             | 18ª in batteria   | 25"66       |        |
| 2012 | Europei                 | Debrecen       | 100m sl            | 10ª in semifinale | 55"88       |        |
| 2012 | Europei                 | Debrecen       | 4×100m sl          | Bronzo            | 3'39"84     | [ 8 ]  |
| 2012 | Giochi Olimpici         | Londra         | 50m sl             | 32ª in batteria   | 25"69       |        |
| 2012 | Giochi Olimpici         | Londra         | 4×100m sl          | 12º in batteria   | 3'39"74     | [ 9 ]  |
| 2013 | Giochi del Mediterraneo | Mersin         | 50m sl             | 6ª                | 25"75       |        |
| 2013 | Giochi del Mediterraneo | Mersin         | 100m sl            | Argento           | 55"75       |        |
| 2013 | Universiadi             | Kazan'         | 50m sl             | 6ª                | 25"31       |        |
| 2013 | Universiadi             | Kazan'         | 100m sl            | 17ª in batteria   | 56"34       |        |
| 2013 | Universiadi             | Kazan'         | 4x100m sl          | 5º                | 3'42"81     | [ 10 ] |
| 2013 | Universiadi             | Kazan'         | 4x200m sl          | 4º                | 8'05"97     | [ 4 ]  |
| 2013 | Universiadi             | Kazan'         | 4x100m misti       | Argento           | 4'02"61     | [ 11 ] |
| 2013 | Mondiali                | Barcellona     | 100m sl            | 24ª in batteria   | 55"54       |        |
| 2013 | Mondiali                | Barcellona     | 4x100m sl          | 10º in batteria   | 3'39"50     | [ 12 ] |
| 2013 | Europei in vasca corta  | Herning        | 50m sl             | 10ª               | 24"54       |        |
| 2013 | Europei in vasca corta  | Herning        | 100m sl            | 12ª in semifinale | 53"99       |        |
| 2013 | Europei in vasca corta  | Herning        | 50m dorso          | 23ª in batteria   | 28"35       |        |
| 2013 | Europei in vasca corta  | Herning        | 4x50m sl           | 4º                | 1'37"56     | [ 13 ] |
| 2013 | Europei in vasca corta  | Herning        | 4x50m sl mista     | Argento           | 1'30"26     | [ 14 ] |
| 2013 | Europei in vasca corta  | Herning        | 4x50m misti mista  | Bronzo            | 1'39"68     | [ 15 ] |
| 2014 | Europei                 | Berlino        | 50m sl             | 14ª in semifinale | 25"38       |        |
| 2014 | Europei                 | Berlino        | 100m sl            | 11ª in semifinale | 55"29       |        |
| 2014 | Europei                 | Berlino        | 4x100m sl          | Bronzo            | 3'37"63     | [ 16 ] |
| 2014 | Europei                 | Berlino        | 4x100m sl mista    | Oro               | 3'25"02     | [ 17 ] |
| 2014 | Europei                 | Berlino        | 4x100m misti       | 5º                | 3'59"62     | [ 18 ] |
| 2014 | Mondiali in vasca corta | Doha           | 50m sl             | 7ª                | 24"09       |        |
| 2014 | Mondiali in vasca corta | Doha           | 100m sl            | 13ª in semifinale | 52"87       |        |
| 2014 | Mondiali in vasca corta | Doha           | 4x50m sl           | 4º                | 1'35"78     | [ 19 ] |
| 2014 | Mondiali in vasca corta | Doha           | 4x50m sl mista     | 4º                | 1'29"22     | [ 14 ] |
| 2014 | Mondiali in vasca corta | Doha           | 4x100m sl          | Bronzo            | 3'29"48     | [ 20 ] |
| 2014 | Mondiali in vasca corta | Doha           | 4x50m misti        | 5º                | 1'46"47     | [ 21 ] |
| 2014 | Mondiali in vasca corta | Doha           | 4x50m misti mista  | Bronzo            | 1'37"90     | [ 22 ] |
| 2014 | Mondiali in vasca corta | Doha           | 4x100m misti       | 7º                | 3'55"15     | [ 23 ] |
| 2015 | Mondiali                | Kazan'         | 50m sl             | 24ª in batteria   | 25"44       |        |
| 2015 | Mondiali                | Kazan'         | 100m sl            | 22ª in batteria   | 55"12       |        |
| 2015 | Mondiali                | Kazan'         | 4x100m sl          | 6º                | 3'37"16     | [ 24 ] |
| 2015 | Mondiali                | Kazan'         | 4x100m sl mista    | 5º                | 3'25"26     | [ 25 ] |
| 2015 | Mondiali                | Kazan'         | 4x100m misti       | 9º in batteria    | 4'00"92     | [ 26 ] |
| 2015 | Mondiali                | Kazan'         | 4x100m misti mista | 6º                | 3'45"59     | [ 4 ]  |
| 2015 | Europei in vasca corta  | Netanya        | 50m sl             | 6ª                | 24"25       |        |
| 2015 | Europei in vasca corta  | Netanya        | 100m sl            | 6ª                | 52"71       |        |
| 2015 | Europei in vasca corta  | Netanya        | 4x50m sl           | Oro               | 1'36"05     | [ 20 ] |
| 2015 | Europei in vasca corta  | Netanya        | 4x50m sl mista     | Oro               | 1'29"26     | [ 27 ] |
| 2015 | Europei in vasca corta  | Netanya        | 4x50m misti        | Bronzo            | 1'45"73     | [ 28 ] |
| 2015 | Europei in vasca corta  | Netanya        | 4x50m misti mista  | Oro               | 1'38"33     | [ 29 ] |
| 2016 | Europei                 | Londra         | 50m sl             | 11ª in semifinale | 25"21       |        |
| 2016 | Europei                 | Londra         | 100m sl            | 10ª in semifinale | 54"96       |        |
| 2016 | Europei                 | Londra         | 4x100m sl          | Argento           | 3'37"68     | [ 20 ] |
| 2016 | Europei                 | Londra         | 4×100m sl mista    | Argento           | 3'24"55     | [ 30 ] |
| 2016 | Europei                 | Londra         | 4×100m misti       | Argento           | 4'00"73     | [ 31 ] |
| 2016 | Giochi Olimpici         | Rio de Janeiro | 50m sl             | 34ª in batteria   | 25"40       |        |
| 2016 | Giochi Olimpici         | Rio de Janeiro | 100m sl            | 26ª in batteria   | 55"20       |        |
| 2016 | Giochi Olimpici         | Rio de Janeiro | 4x100m sl          | 6º                | 3'36"78     | [ 20 ] |
| 2016 | Mondiali in vasca corta | Windsor        | 50m sl             | 5ª                | 24"04       |        |
| 2016 | Mondiali in vasca corta | Windsor        | 100m sl            | 13ª in semifinale | 53"60       |        |
| 2016 | Mondiali in vasca corta | Windsor        | 4x50m sl           | Bronzo            | 1'35"61     | [ 20 ] |
| 2016 | Mondiali in vasca corta | Windsor        | 4x100m sl          | Argento           | 3'30"28     | [ 20 ] |
| 2016 | Mondiali in vasca corta | Windsor        | 4×50m misti        | Argento           | 1'45"38     | [ 32 ] |
| 2017 | Mondiali                | Budapest       | 4x100m sl          | 10º in batteria   | 3'39"08     | [ 13 ] |
| 2017 | Mondiali                | Budapest       | 4x100m sl mista    | 5º                | 3'24"89     | [ 4 ]  |
| 2017 | Europei in vasca corta  | Copenaghen     | 50m sl             | 9ª in semifinale  | 24"18       |        |
| 2017 | Europei in vasca corta  | Copenaghen     | 100m sl            | 10ª in semifinale | 53"47       |        |
| 2017 | Europei in vasca corta  | Copenaghen     | 4×50m sl           | Finale            | dq          | [ 33 ] |
| 2017 | Europei in vasca corta  | Copenaghen     | 4×50m sl mista     | Bronzo            | 1'29"38     | [ 14 ] |
| 2017 | Europei in vasca corta  | Copenaghen     | 4×50m misti        | 6º                | 1'45"73     | [ 34 ] |
| 2017 | Europei in vasca corta  | Copenaghen     | 4×50m misti mista  | 8º                | 1'29"38     | [ 35 ] |
| 2018 | Giochi del Mediterraneo | Tarragona      | 50m sl             | 7ª                | 25"79       |        |
| 2018 | Giochi del Mediterraneo | Tarragona      | 100m sl            | Oro               | 54"91       |        |
| 2018 | Giochi del Mediterraneo | Tarragona      | 4x100m misti       | Oro               | 3'39"35     | [ 36 ] |
| 2018 | Giochi del Mediterraneo | Tarragona      | 4x100m misti       | Oro               | 3'58"27     | [ 37 ] |
| 2018 | Europei                 | Glasgow        | 4x100m sl          | 5º                | 3'38"11     | [ 38 ] |
| 2018 | Europei                 | Glasgow        | 4x100m sl mista    | 5º                | 3'24"94     | [ 4 ]  |

#### Altri risultati
Giochi mondiali militari
- 2011: Rio de Janeiro, Brasile[39]

50 m stile libero: bronzo, 26"05
100 m stile libero: argento, 56"36
4×100 m stile libero: argento, 3'47"45
4×100 m mista: bronzo, 4'18"61

### Campionati italiani
15 titoli individuali e 7 in staffetta, così ripartiti:
- 7 nei 50 m stile libero
- 8 nei 100 m stile libero
- 1 nella staffetta 4x50 m mista
- 4 nella staffetta 4x100 m stile libero
- 1 nella staffetta 4x200 m stile libero
- 1 nella staffetta 4x100 m mista

nd = non disputata
| Anno | Edizione    | st.libero 50 m | st.libero 100 m | st.libero 4x50 m | st.libero 4x100 m | st.libero 4x200 m | dorso 50 m | mista 4x50 m | mista 4x100 m |
| ---- | ----------- | -------------- | --------------- | ---------------- | ----------------- | ----------------- | ---------- | ------------ | ------------- |
| 2007 | Estivi      | -              | -               | nd               | -                 | -                 | -          | nd           | 2             |
| 2007 | Invernali   | -              | 1               | nd               | nd                | nd                | -          | nd           | nd            |
| 2008 | Primaverili | -              | 3               | nd               | -                 | -                 | -          | nd           | 3             |
| 2008 | Estivi      | -              | 1               | nd               | -                 | -                 | -          | nd           | -             |
| 2008 | Invernali   | -              | 1               | nd               | nd                | nd                | 3          | nd           | nd            |
| 2009 | Primaverili | -              | -               | nd               | 2                 | 2                 | -          | nd           | 3             |
| 2009 | Estivi      | -              | -               | nd               | 2                 | -                 | -          | nd           | -             |
| 2009 | Invernali   | 2              | 1               | nd               | nd                | nd                | -          | nd           | nd            |
| 2010 | Primaverili | 3              | 3               | nd               | 3                 | 2                 | -          | nd           | -             |
| 2010 | Estivi      | 1              | 1               | nd               | nd                | nd                | -          | nd           | nd            |
| 2010 | Invernali   | 1              | 1               | 3                | nd                | nd                | -          | 2            | nd            |
| 2011 | Primaverili | 1              | -               | nd               | 2                 | -                 | -          | nd           | 2             |
| 2011 | Estivi      | 2              | 1               | 2                | nd                | nd                | -          | 1            | nd            |
| 2011 | Invernali   | -              | 2               | nd               | 2                 | -                 | -          | nd           | 2             |
| 2012 | Primaverili | 1              | 3               | nd               | 1                 | -                 | -          | nd           | 2             |
| 2012 | Invernali   | 1              | 2               | nd               | 1                 | -                 | -          | nd           |               |
| 2013 | Primaverili | 3              | 2               | nd               | 1                 | 1                 | -          | nd           | 1             |
| 2014 | Primaverili | 1              | 2               | nd               | 1                 | nd                | -          | nd           |               |
| 2014 | Estivi      | 1              | 1               | -                | -                 | -                 | -          | -            |               |